# 大日本国一宮記
『大日本国一宮記』（だいにほんこくいちのみやき）は、『群書類従』第二輯「神祇部」巻第二十三に編纂されている日本国内の一宮一覧で、室町時代の成立とされる。
諸国一宮の社名、祭神、鎮座地を記した史料は「一宮記」と呼ばれ同種の本が多数存在するが、『大日本国一宮記』はその内の一つである。『大日本国一宮記』自体にも写本が多数存在する。一宮の研究における重要な資料であり、現代においても巡拝や取材する一宮の選定基準とされることがある。

## 解説
『大日本国一宮記』は、全国67社の名称、祭神と別称、鎮座地が記載され、最後に「右諸国一宮神社如此。秘中之神秘也」との言葉で閉められている。記載神社名や割註から分かるとおり本地垂迹説の影響が見える。また安房国、豊後国では異なる2つの神社を同一社のごとく記載していることから、現地を調査して編纂されたものでは無いことが推測される。
鹿児島神社の割註に「兼右云。」とあることから、吉田兼右の在世である16世紀頃に成立したであろうこと、吉田家あるいは吉田家に近い人物が編纂に係わっていることが推測できる。
写本が多数存在するが、写本同士で内容が若干異なる場合がある。また、『大倭国一宮記』、『日本国一宮記』と題する諸本は内容がほぼ同じで、『大日本国一宮記』の類本と考えられる。
『「一宮記」の諸系統』では、応安8年（南朝の元号では天授元年、1375年）2月24日以前に成立した卜部宿禰奥書『諸国一宮神名帳』と『大日本国一宮記』を比較している。両書を比較した場合、成立が後となる『大日本国一宮記』が記載を改めたとすると、同一社の神名を書き換えている神社19社の内14社が『延喜式神名帳』の記載神名に基づいて訂正されており、また卜部宿禰奥書『諸国一宮神名帳』では陸奥国一宮と豊後国一宮に式外社が記載されていたものが『大日本国一宮記』では式内社へ変更されている。この事実等から『「一宮記」の諸系統』では、選者は『延喜式神名帳』の式内社であることを強く意識して編纂に当たったのではないかと考察している。しかしながら、この改訂が一宮はどこかと言う事実を追求した成果なのか、あるいは政治的意図があったのかは別の検証が必要であるとも同書では述べている。
近世に『一宮記』が参照された際は、『大日本国一宮記』が用いられることが多かった。江戸時代初期の神道者である橘三喜が延宝3年（1675年）から元禄10年（1697年）までの足掛け23年に亘って全国の一宮を巡った際は、『大日本国一宮記』の類本である『吉田一宮記』と『豊葦原一宮記』を携帯して諸国を巡った。また伴信友が天保8年（1837年）に著した『神社思考』では、世の一宮記に書かれている神々は全て『延喜式神名帳』に載っていると記しており、伴信友も『大日本国一宮記』系統の本を参照していたと思われる。

## 記載の神社
『大日本国一宮記』には以下の67社が記載されている。記載順や社名、鎮座地は群書類従版に同じ。また、原文では祭神・別称を漢文で記載しているが、ここでは書き下した。
| 大日本国一宮記の記載事項 | 大日本国一宮記の記載事項                                                                            | 大日本国一宮記の記載事項 | 備考                                                      |
| 社名                     | 祭神・別称など割註                                                                                  | 鎮座地                   | 備考                                                      |
| ------------------------ | --------------------------------------------------------------------------------------------------- | ------------------------ | --------------------------------------------------------- |
| 鴨大明神                 | 下社と号す。大山咋の父。ゆえに御祖と号す。また糺宮と言う。大己貴命なり。                            | 山城愛宕郡               | 現在の賀茂御祖神社。                                      |
| 賀茂大明神               | 上社と号す。大山咋神なり。別雷と号す。母は玉依姫。武角身命の女（むすめ）。                          | 山城愛宕郡               | 現在の賀茂別雷神社。                                      |
| 三輪大明神               | 大神と号す。大物主神。大己貴命なり。父は素盞鳥。母は稲田姫。                                        | 大和城上郡               | 現在の大神神社。                                          |
| 平岡大明神               | 枚岡神と号す。天児屋命なり。また、奈良春日第三殿においてこれを祭る。                                | 河内河内郡               | 現在の枚岡神社。                                          |
| 大鳥神社                 | 日本武尊なり。                                                                                      | 和泉大鳥郡               |                                                           |
| 住吉神社                 | 底筒男。中筒男。表筒男3座。のちに神功皇后を加え4座なり。                                            | 攝津住吉郡               | 現在の住吉大社。                                          |
| 敢國神社                 | 南宮と号す。金山姫命なり。                                                                          | 伊賀阿拜郡               |                                                           |
| 都波岐神社               | 猿田彦神なり。                                                                                      | 伊勢河曲郡               |                                                           |
| 伊射波神社               | | 志摩答志郡               |                                                           |
| 眞墨田神社               | 眞清田大明神なり。大己貴命。                                                                        | 尾張中嶋郡               | 現在の真清田神社。                                        |
| 砥鹿大明神               | 大己貴神。                                                                                          | 参河寶飯郡               | 現在の砥鹿神社。                                          |
| 己等乃麻知神社           | 事任神と号す。猿田彦命。                                                                            | 遠江佐埜郡               | 現在の事任八幡宮。                                        |
| 浅間大明神               | 富士権現と号す。大山祇の女（むすめ）木花開耶比咩。                                                  | 駿河富士郡               | 現在の富士山本宮浅間大社。                                |
| 三嶋大明神               | 大山祇命。                                                                                          | 伊豆賀茂郡               | 現在の三嶋大社。                                          |
| 浅間神社                 | 富士に同じ。                                                                                        | 甲斐八代郡               | 祭神は木花開耶比咩。                                      |
| 寒川神社                 | 八幡なり。                                                                                          | 相模高座郡               |                                                           |
| 氷川神社                 | 素盞鳥命。                                                                                          | 武蔵足立郡               |                                                           |
| 安房神社                 | 洲崎大明神と号す。太玉命なり。                                                                      | 安房安房郡               |                                                           |
| 玉前神社                 | 高皇産霊の弟に生れた産霊の一男で前玉命。                                                            | 上総埴生郡               |                                                           |
| 香取神社                 | 齋王命なり。春日第二殿においてこれを祭る。                                                          | 下総香取郡               | 現在の香取神宮。                                          |
| 鹿島神社                 | 武甕槌神。春日第一殿にこれを祭る。                                                                  | 常陸鹿嶋郡               | 現在の鹿島神宮。                                          |
| 建部神社                 | 大己貴命なり。三輪一體。                                                                            | 近江栗太郡               | 現在の建部大社。                                          |
| 南宮神社                 | 金山彦命なり。                                                                                      | 美濃不破郡               | 現在の南宮大社。                                          |
| 水無神社                 | 大己貴命の女（むすめ）御歳神なり。                                                                  | 飛騨大野郡               |                                                           |
| 南方刀美神社             | 大己貴の二男、建御名方刀美命なり。諏訪大明神と号す。                                                | 信濃諏訪郡               | 現在の諏訪大社。                                          |
| 抜鉾神社                 | 経津主神なり。                                                                                      | 上野甘楽郡               | 一之宮貫前神社を参照のこと。                              |
| 二荒山神社               | 大己貴命の男（むすこ）事代主神。                                                                    | 下野河内郡               | 現在の宇都宮二荒山神社。                                  |
| 都都古和氣社             | 大己貴の男（むすこ）高彦根。                                                                        | 陸奥白河郡               | 都都古和気神社を参照のこと。                              |
| 大物忌神社               | 倉稲魂神なり。                                                                                      | 出羽飽海郡               | 現在の鳥海山大物忌神社。                                  |
| 遠敷大明神               | 若狭彦神と号す。上社は彦火々出見。下社は豊玉姫の妹、玉依姫。                                        | 若狭遠敷郡               | 現在の若狭彦神社。 現在の下社祭神は豊玉姫。               |
| 氣比神社                 | また別名を笥飯宮と号す。人皇十四代仲哀天皇なり。                                                    | 越前敦賀郡               | 現在の氣比神宮。                                          |
| 白山比咩神社             | 下社は伊弉冊尊。上社は菊理媛。白山権現と号す。                                                      | 加賀石川郡               |                                                           |
| 氣多神社                 | 大己貴命。                                                                                          | 能登羽咋郡               | 現在の気多大社。                                          |
| 氣多神社                 | 同上。                                                                                              | 越中礪波郡               | 祭神は大己貴命。                                          |
| 伊夜日古社               | 饒速日尊の皇子、天香久山命なり。                                                                    | 越後蒲原郡               | 現在の弥彦神社。                                          |
| 渡津神社                 | 大己貴命の兄、五十猛神。大屋彦神と号す。                                                            | 佐渡羽茂郡               | 現在の度津神社。                                          |
| 出雲社                   | 大己貴命の妻、三穂津姫なり。父は高皇産霊尊。                                                        | 丹波桑田郡               | 現在の出雲大神宮。                                        |
| 籠神社                   | 一名を籠守権現。住吉と一體なり。                                                                    | 丹後與謝郡               |                                                           |
| 粟鹿神社                 | 上社は彦火々出見。中社は籠神。下社は玉依媛。                                                        | 但馬朝来郡               |                                                           |
| 宇倍神社                 | 武内大臣なり。                                                                                      | 因幡法美郡               |                                                           |
| 倭文神社                 | 大己貴命の女（むすめ）下照媛なり。                                                                  | 伯耆川村郡               |                                                           |
| 杵築宮                   | 大己貴命。素盞鳥命。                                                                                | 出雲出雲郡               | 現在の出雲大社。                                          |
| 物部神社                 | 饒速日尊の皇子、宇麻志摩千命なり。                                                                  | 石見安濃郡               |                                                           |
| 由良比咩社               | 大己貴命の嫡后須勢利媛。                                                                            | 隠岐智夫郡               | 現在の由良比女神社。                                      |
| 伊和神社                 | 大己貴の御魂なり。                                                                                  | 播磨完粟郡               |                                                           |
| 中山神社                 | 同上。                                                                                              | 美作苫東郡               | 祭神は大己貴命。 現在の祭神は鏡作神、天糠戸神、石凝姥神。 |
| 吉備津宮                 | 孝霊の皇子である吉備津彦命に非る者なり。孝霊三世の吉備武彦命なり。 備前、備中、備後の三国一宮なり。 | 備中賀夜郡               | 現在の吉備津神社。                                        |
| 伊都岐嶋神社             | 天照が素盞鳥に與えた誓給から生まれた三女のうち、市杵嶋姫。                                          | 安芸佐伯郡               | 現在の厳島神社。                                          |
| 玉祖神社                 | 伊弉諾の男（むすこ）玉屋命。                                                                        | 周防佐波郡               |                                                           |
| 住吉神社                 | 底筒男。中筒男。表筒男なり。                                                                        | 長門豊浦郡               |                                                           |
| 日前國懸宮               | 天児屋の孫、石凝姥。                                                                                | 紀伊名艸郡               | 現在の日前神宮・國懸神宮。                                |
| 伊佐奈岐神社             | 多賀社と号す。                                                                                      | 淡路津名郡               | 現在の伊弉諾神宮。                                        |
| 大麻比古神社             | 猿田彦神。                                                                                          | 阿波板埜郡               |                                                           |
| 田村社                   | 同上。                                                                                              | 讃岐香川郡               | 現在の田村神社 祭神は猿田彦神。                           |
| 大山祇神社               | | 伊豫越智郡               |                                                           |
| 都佐神社                 | 高賀茂大明神と号す。味鉏高彦根。                                                                    | 土佐土佐郡               | 現在の土佐神社。                                          |
| 筥崎宮                   | 八幡大神。二聖母神后。三竈門。筥崎八幡と号す。                                                      | 筑前那珂郡               |                                                           |
| 高良玉垂神               | 武内宿禰。                                                                                          | 筑後三井郡               | 現在の高良大社。                                          |
| 宇佐宮                   | 應神天皇。比売神。大帯姫。吾朝宗廟。                                                                | 豊前宇佐郡               | 現在の宇佐神宮。                                          |
| 西寒多神社               | 大分宮と号す。筥崎同體なり。また柞原八幡と名す。                                                    | 豊後大分郡               |                                                           |
| 與止日女神社             | 河上大明神と号す。八幡伯母。神功皇后の妹なり。                                                      | 肥前佐嘉郡               |                                                           |
| 健磐龍神社               | 人皇十二代景行帝御出現。阿曾都彦なり。                                                              | 肥後阿蘇郡               | 現在の阿蘇神社。                                          |
| 都農神社                 | 大己貴命。                                                                                          | 日向児湯郡               |                                                           |
| 鹿児島神社               | 大隈正八幡宮と号す。兼右云。神功皇后なり。                                                          | 大隈桑原郡               | 現在の鹿児島神宮。                                        |
| 和多都美神社             | 枚聞神社と号す。鹽土老翁。猿田彦神。                                                                | 薩摩穎娃郡               | 現在の枚聞神社。                                          |
| 天手長男神社             | 天思兼神一男。                                                                                      | 壱岐石田郡               |                                                           |
| 和多都美社               | 八幡宮なり。                                                                                        | 對馬上縣郡               | 論社あり。 海神神社、厳原八幡宮を参照のこと。             |